# Charaxes guderiana
Charaxes guderiana là một loài bướm thuộc họ Nymphalidae. Nó được tìm thấy ở miền nam châu Phi.
Sải cánh dài 50–60 mm đối với con đực và 60–70 mm đối với con cái. Thời gian bay từ quanh năm.
Ấu trùng ăn Brachystegia spicaeformis, Brachystegia boehmii, Brachystegia taxifolia, Julbernardia globiflora, Amblygonocarpus adnongensis, và Dalbergia lactea.

## Hình ảnh

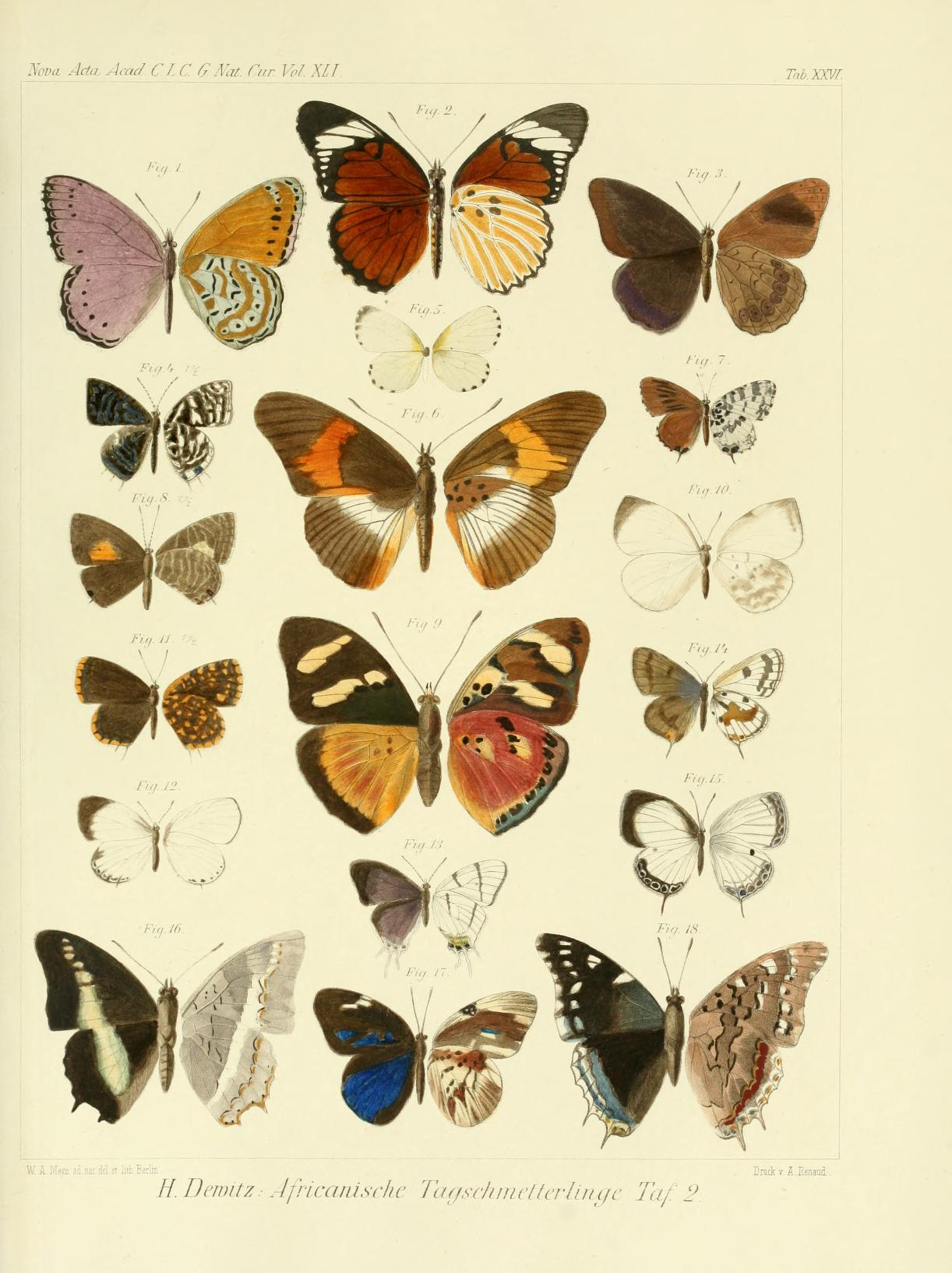
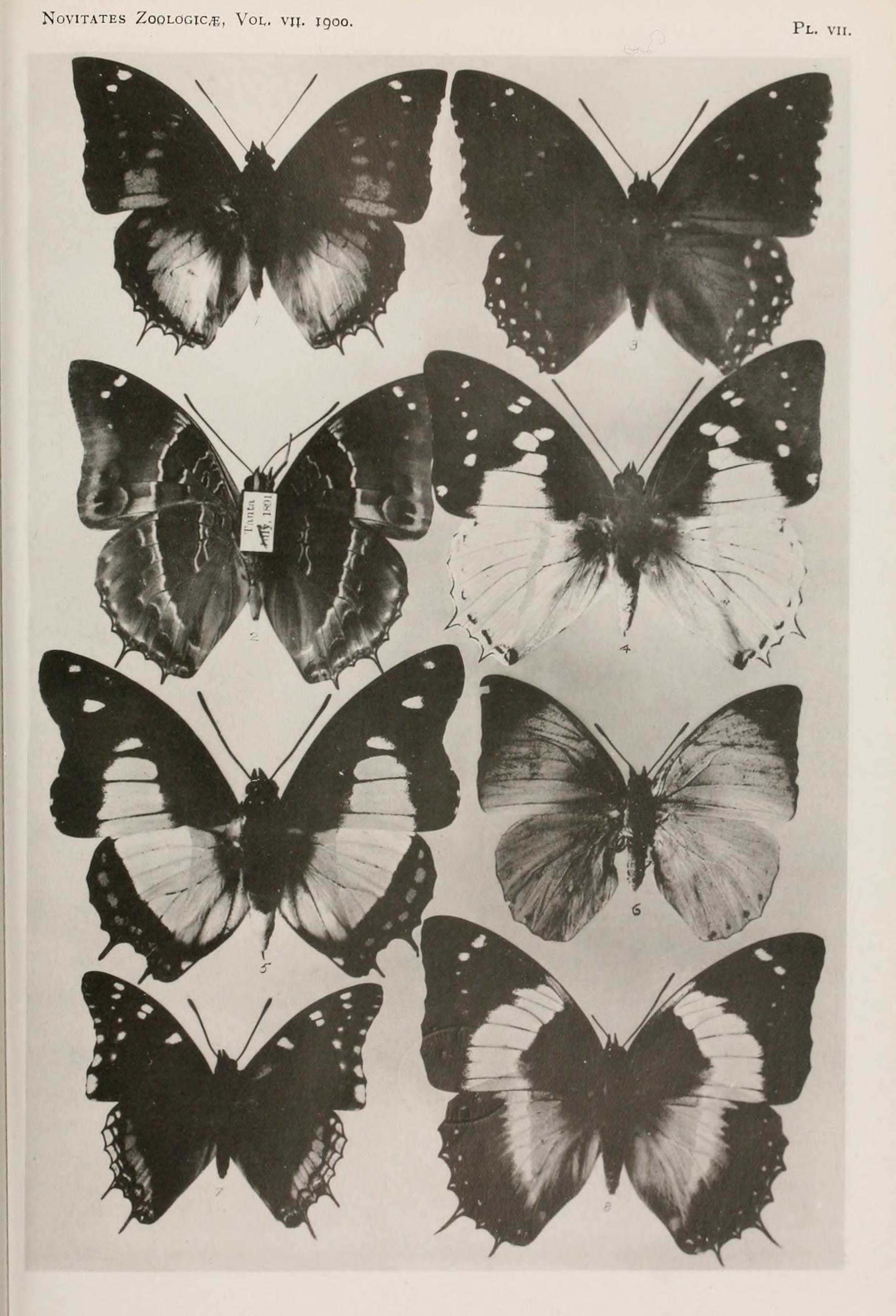
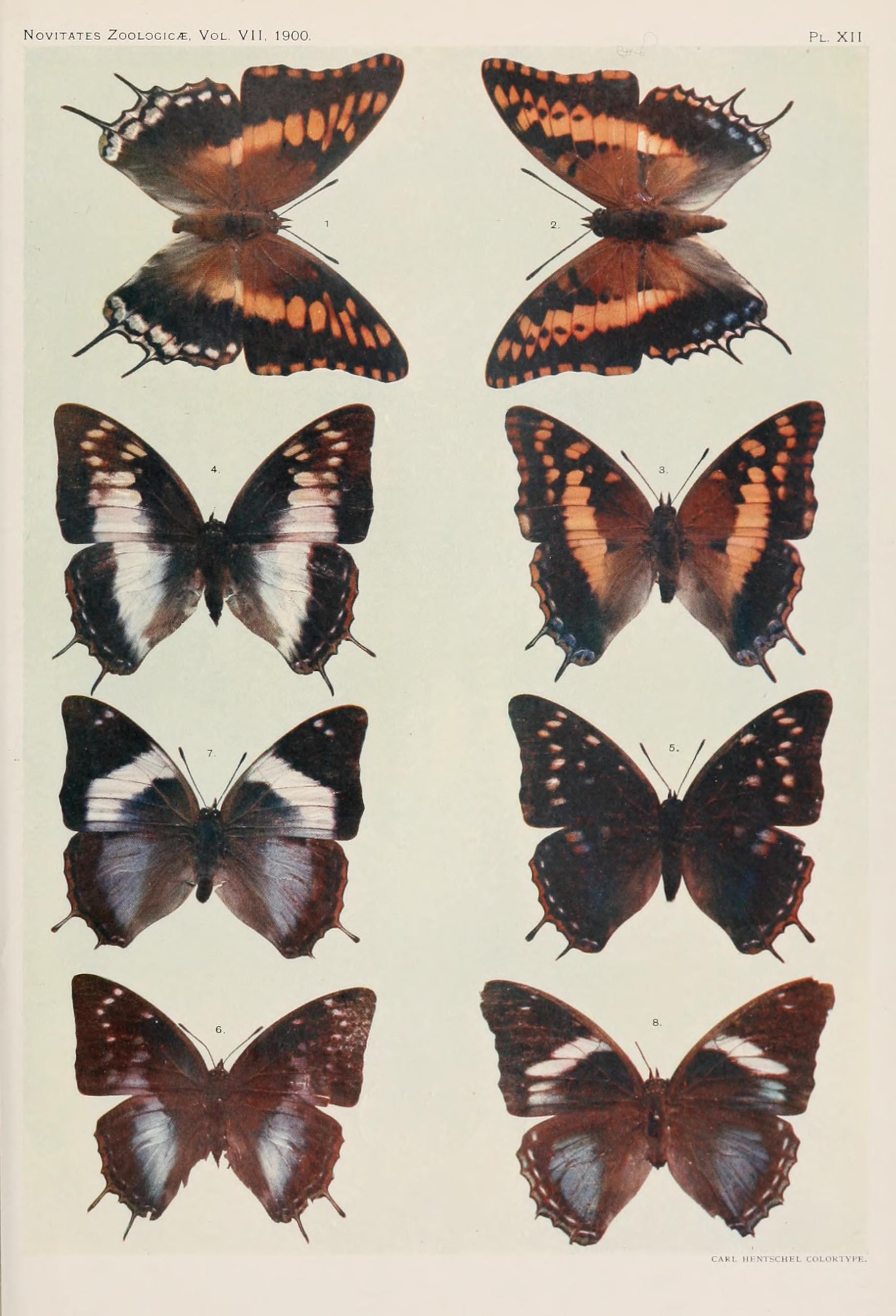

## Subpecies
Listed alphabetically.
- C. g. guderiana (Dewitz, 1879)
- C. g. rabaiensis Poulton, 1929